# Ophion frustrator
Ophion frustrator är en stekelart som beskrevs av Olivier 1811. Ophion frustrator ingår i släktet Ophion och familjen brokparasitsteklar. Inga underarter finns listade i Catalogue of Life.